# Estação de Sanremo
A Estação de Sanremo (em italiano Stazione di Sanremo) é uma estação de trem no Linha Génova-Ventimiglia servindo a cidade homônima. Foi inaugurado em 2001 para substituir a estação antiga localizada na trilha original da ferrovia.

## História
A estação foi inaugurada em 27 de setembro de 2001, simultaneamente com a nova seção entre Bordighera e Imperia, no túnel e faixa dupla, da ferrovia Genoa-Ventimiglia, em detrimento do antigo única faixa que correu ao longo da costa, redesenvolvida como uma ciclovia.

## Descrição

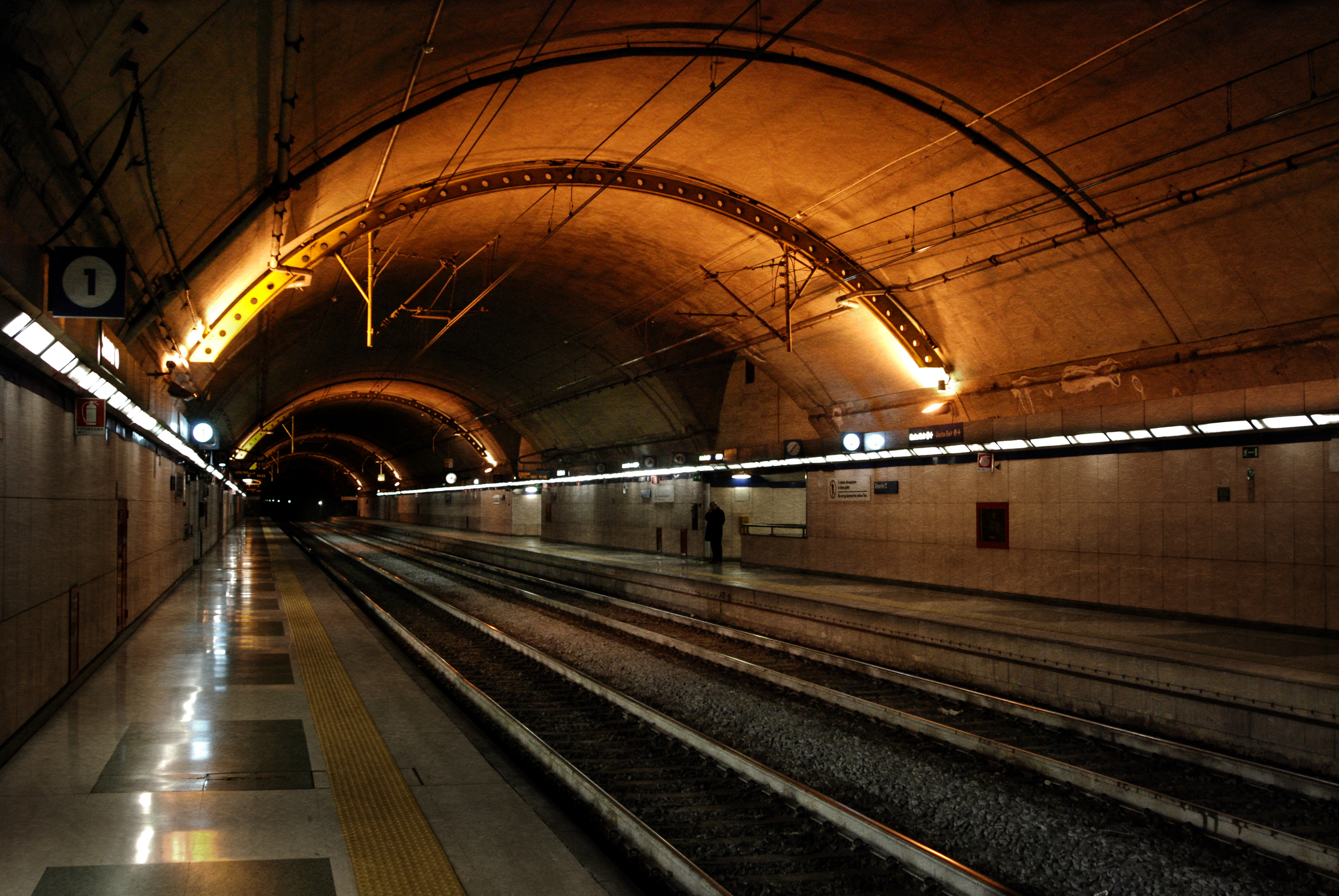
As vias

A estrutura, construída na galeria, está equipada com um prédio de passageiros onde há uma bilheteria com operadores e uma automática, várias salas de espera, gabinetes de informações, um quiosque com tabacaria, um bar, algumas máquinas de venda automática para bebidas e lanches, armazenamento de bagagem, uma passagem subterrânea para conectar as duas faixas usadas para o serviço de passageiros e o escritório da polícia ferroviária.
Da entrada da estação ferroviária, você deve acompanhar um longo corredor, equipado com escadas rolantes, porque as via-férrea estão no túnel. O tempo de viagem indicado é de aproximadamente 10 minutos.
A parada está equipada com duas faixas de passagem sem desvios e trilhos de abrigo, unidas por uma passagem subterrânea; Estando no túnel, falta jardas de mercadorias.

## Serviços
A estação é servida por trens regionais operados pela Trenitalia no âmbito do contrato de serviço estipulado com Região Ligúria e relações de longa distância por Trenitalia e Thello. Também é servido pelo trem de longa distância Nice-Moscow e retorna Riviera Express.